# ヘブロン県
ヘブロン県 (アラビア語: محافظة الخليل Muḥāfaẓat al-Ḫalīl; ヘブライ語: נפת חברון‎ Nafat Ḥevron)は、パレスチナ自治区のヨルダン川西岸地区南端の県。
県都はヘブロン。
2014年7月1日の人口は68万4200人で、西岸地区の24.5%を占め、11県中最大。
面積は997km²で、西岸地区の17.6%を占め、11県中最大。
人口密度は686.3人/km²。

## 人口
- 1997年12月10日：40万5664人
- 2007年12月1日：55万2164人
- 2014年7月1日：68万4200人

## 隣接県
- 北：エルサレム地区
- 北東：ベツレヘム県
- 東～北西：南部地区

## 主要都市
人口は2014年7月1日の値。
- ヘブロン：20万2200人(県都)
- ヤッター（英語版）：6万300人
- アッ・ザーヒリーヤ（英語版）：3万5700人
- ドゥーラー（英語版）：3万5000人
- ハルフール（英語版）：2万7400人
- バニー・ナイーム（英語版）：2万4900人
- アッ・サムーア（英語版）：2万4300人
- イズナー（英語版）：2万3600人
- サイール（英語版）：2万2400人

## 難民キャンプ
- アル・アッルーブ・キャンプ（英語版）
- ファウワール（英語版）